# Juarez (film)
Juarez is een film uit 1939 onder regie van William Dieterle. De film is gebaseerd op het toneelstuk Juarez and Maximilian van Franz Werfel en gaat over Benito Juárez en zijn conflicten met Maximiliaan van Mexico.
De film kreeg in 1939 een keuring van "14 jaar en ouder" met het commentaar: "Verhoudingen in deze film zijn niet van dien aard, ook zelfs niet de fusillering van Maximilaan dat de film niet zou kunnen worden toegelaten boven 14 jaar".
De film kreeg twee Oscarnominaties. Brian Aherne werd genomineerd voor Academy Award voor Beste Mannelijke Bijrol en Tony Gaudio werd genomineerd voor Academy Award voor Beste Camerawerk.

## Rolverdeling
| Acteur           | Personage                     |
| ---------------- | ----------------------------- |
| Paul Muni        | Benito Juárez                 |
| Bette Davis      | Charlotte van België          |
| Brian Aherne     | Maximiliaan van Mexico        |
| Claude Rains     | Napoleon III                  |
| John Garfield    | Porfirio Díaz                 |
| Donald Crisp     | Gen. Marechal Achille Bazaine |
| Joseph Calleia   | Alejandro Uradi               |
| Gale Sondergaard | Eugénie de Montijo            |
| Gilbert Roland   | Miguel López                  |
| Henry O'Neill    | Miguel Miramón                |
| Harry Davenport  | Siegfried von Basch           |
| Louis Calhern    | LeMarc                        |